# Volvo PV
 (août 2022).
Si vous disposez d'ouvrages ou d'articles de référence ou si vous connaissez des sites web de qualité traitant du thème abordé ici, merci de compléter l'article en donnant les références utiles à sa vérifiabilité et en les liant à la section « Notes et références ».
Les Volvo PV 444 et la PV 544 sont des automobiles construites par la firme Volvo.

## L'origine: PV 444

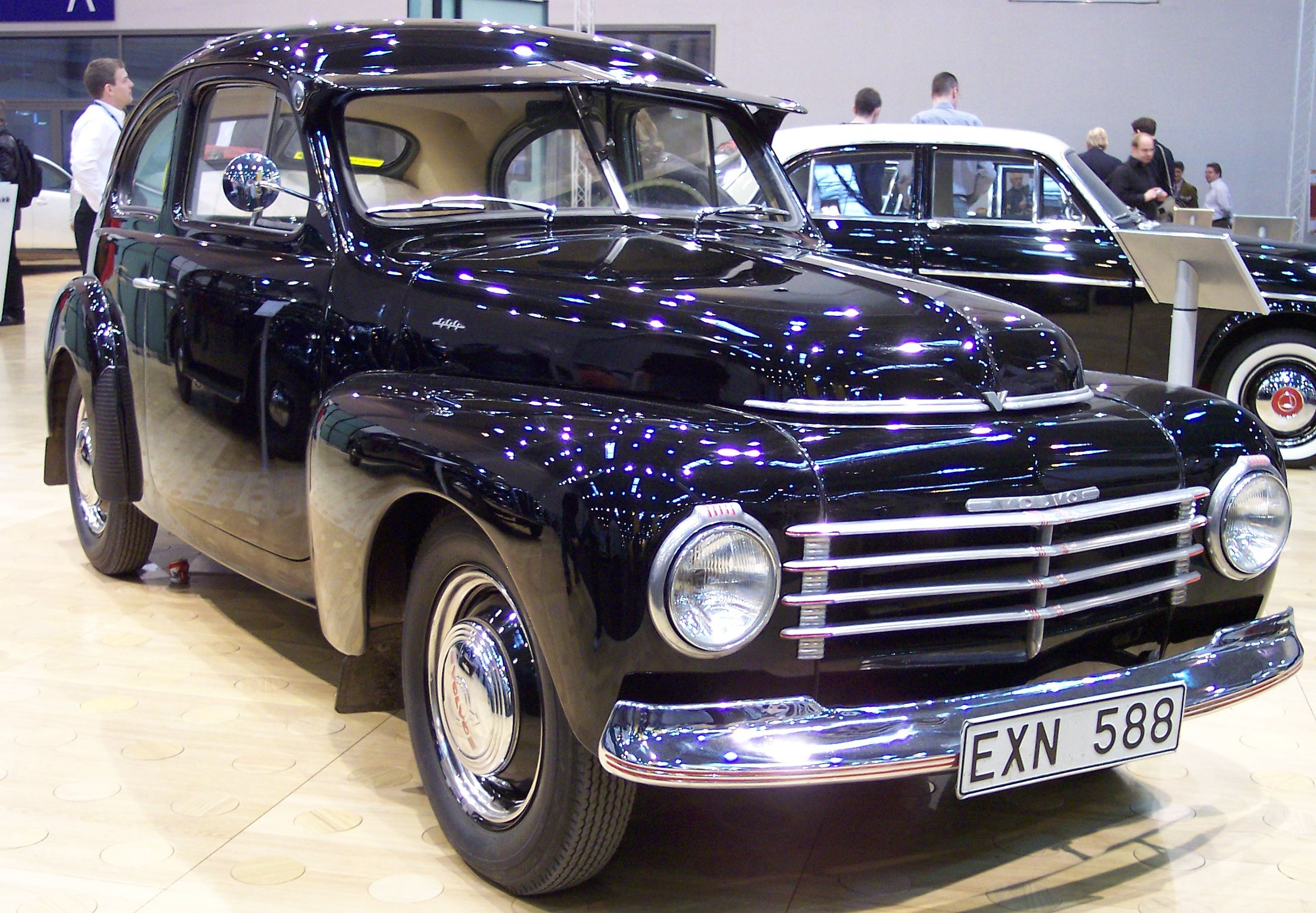
Volvo PV 444.

À l’origine de la Série PV, on trouve un véhicule dont la conception a commencé au début des années 1940. À cette époque, Volvo avait décidé de produire une petite voiture économique. Ce projet devint la PV 444. L’industrialisation de la voiture occupa les équipes Volvo du début 1943 jusqu’en septembre 1944, date à laquelle elle fut présentée à la presse. La production était supposée démarrer en 1945 mais, faute de matières premières, ce fut impossible.
Finalement, c’est en 1947 que la production fut lancée avec l’objectif de sortir 12 000 véhicules. Pendant que l’usine se préparait, le premier prototype industriel, immatriculé 011 777, sillonnait la Suède pour effectuer les derniers tests de roulage. Ces tests comprenaient aussi un volet promotionnel car l’équipe d’essayeurs visita les 76 concessionnaires Volvo de Suède. Volvo n’ayant planifié que 12 000 véhicules, 10 000 exemplaires étaient vendus avant que la première voiture sorte de la ligne de production. Le moteur de la PV 444 sera d’abord le B4B pour être rapidement remplacé par le B14A. En 1957, la PV 444 sera équipée du B16A, pour les versions standards, ou du B16B pour les définitions « Sport ».
Vers la fin des années 1950, tout le monde pensait que la PV 444 serait remplacée par un tout nouveau modèle. En 1956, Volvo avait introduit l’Amazon, la Série 120 (121, 122S, 123GT). Mais pour des raisons de droit des marques, la commercialisation du nouveau modèle était impossible en dehors de la Suède.
Le 25 août 1958, la PV 444 était remplacée par la PV 544.

## Volvo PV 544: ses déclinaisons

### PV 544 A

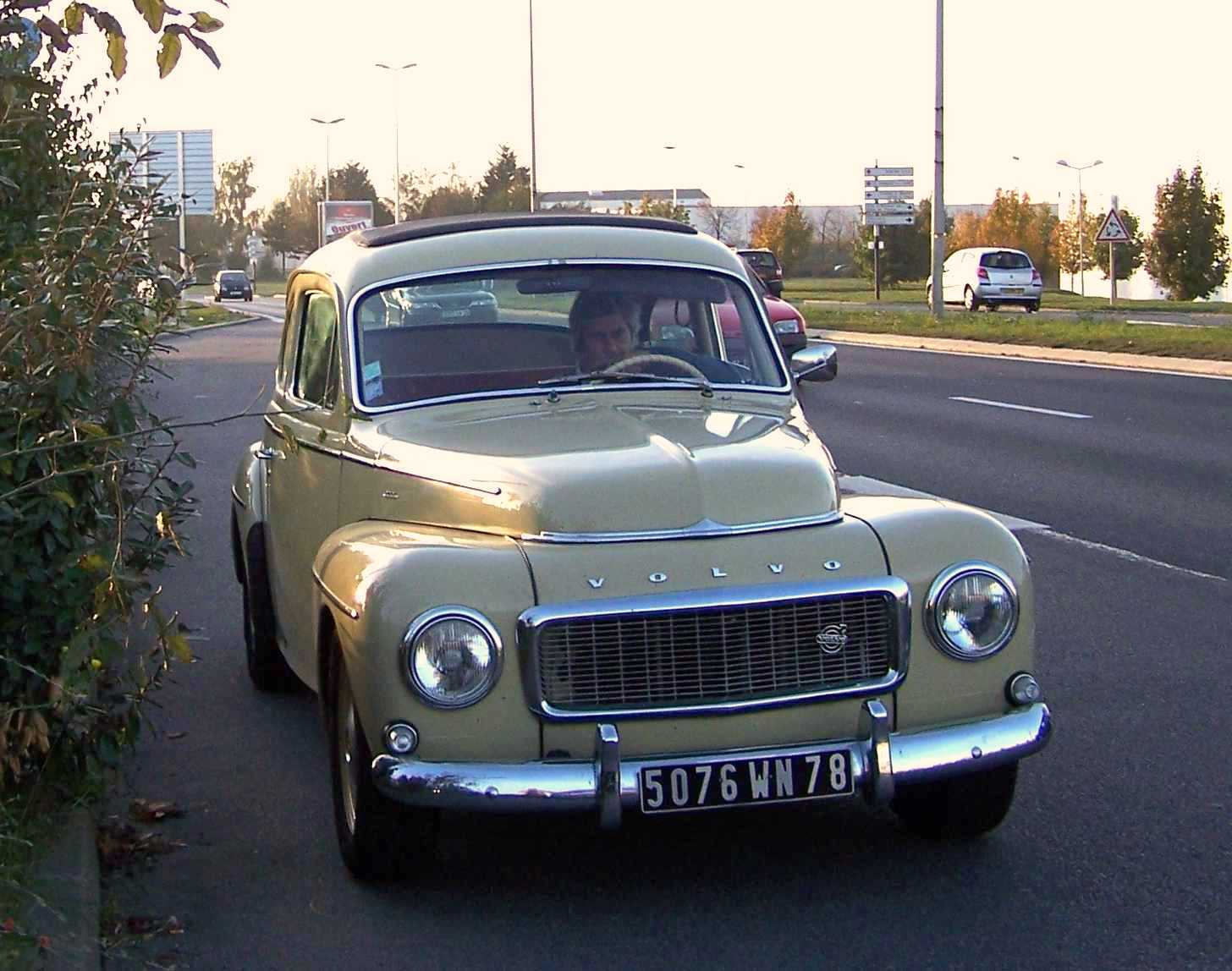
Volvo PV 544.

La PV 544 n’était pas réellement une nouvelle voiture mais plutôt une évolution de la PV 444. De plus grandes surfaces vitrées et un pare-brise bombé (au lieu de deux vitres plates, une à gauche et une autre à droite). L’intérieur avait complètement été revu avec un tableau de bord capitonné, une direction dite de sécurité pour améliorer la protection des occupants. À l’arrière, de nouveaux aménagements permettront à 3 personnes de trouver place. Les feux arrière et les freins furent améliorés.
Sur le marché suédois, la voiture était disponible en quatre versions : 544-03 Standard, 544-04 Special II, 544-05 Special I et 544-06 Sport. La Sport était le modèle le plus sportif, la Special II était la version la plus luxueuse. La PV 544 A était équipée du moteur B16B ; La PV 544 A fut le modèle le plus vendu de toute la famille 544. On en construisit 99 494 exemplaires.
Ce fut avec ce modèle que Volvo commença à s'attaquer à de nouveaux marchés. C’est avec la PV 544 que Volvo partit à la conquête du marché américain. Pour satisfaire aux exigences de celui-ci, deux modèles spécifiques de la PV 544 A furent développés : la 544-08 avec le moteur B16B et une boîte 4 vitesses et la 544-09, un modèle plus sportif, avec toujours le moteur B16B dans une configuration plus puissante et une boîte de vitesses à 3 rapports.
C'est dans ce modèle que furent installées les premières ceintures de sécurité à trois points, développées par Nils Bohlin en 1959.

### PV 544 B
Le modèle 544 B ne comporte que peu d’éléments nouveaux. Pour la partie mécanique, la voiture reçoit de nouvelles boîtes de vitesses à rapports synchronisés : la M30 à 3 rapports, la M40 à 4 rapports. À l’intérieur, de nouveaux matériaux de garniture seront les témoins de cette version. La 544 B a été construite à 34 600 exemplaires.

### PV 544 C

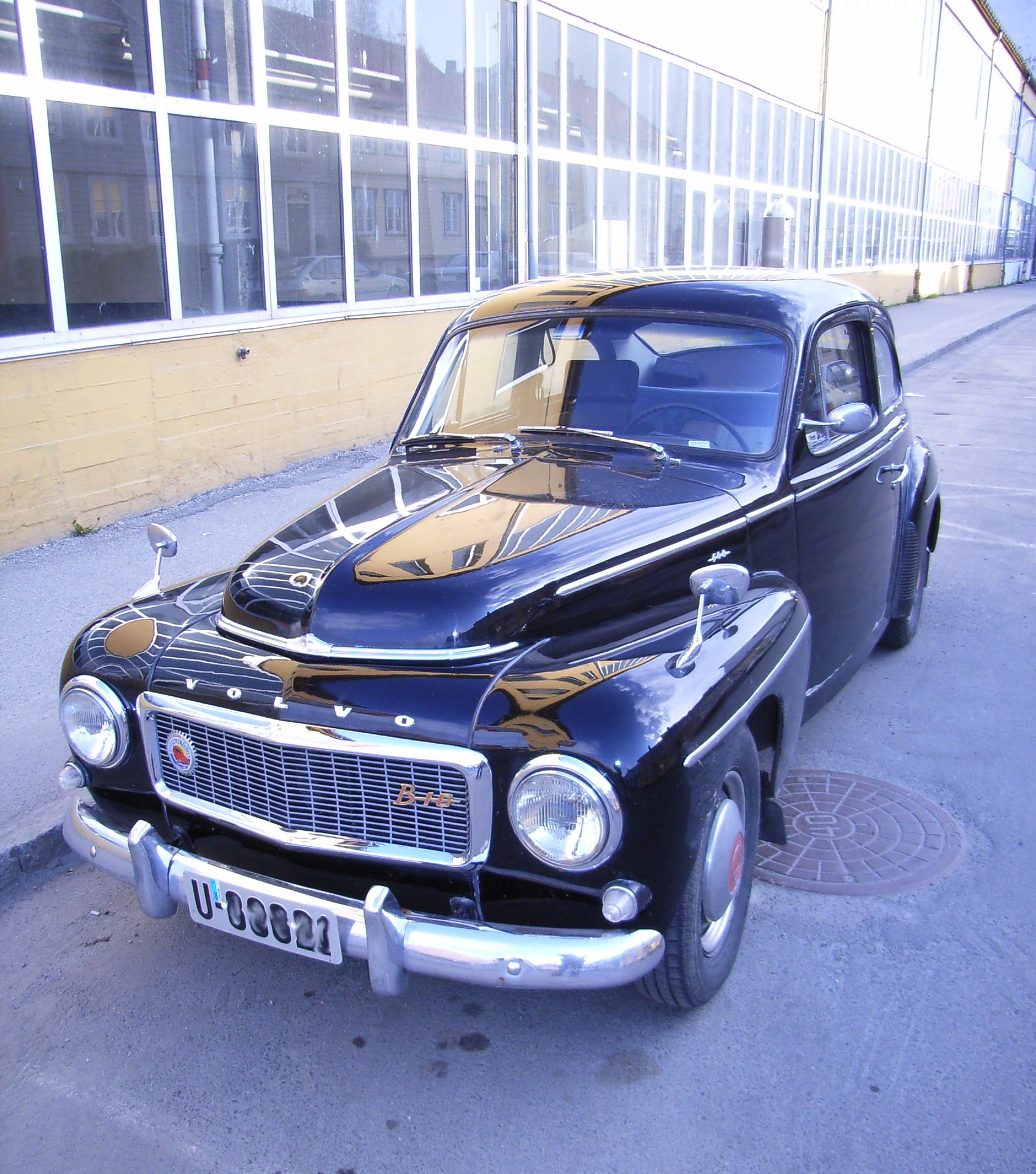
Volvo PV 544 B18.

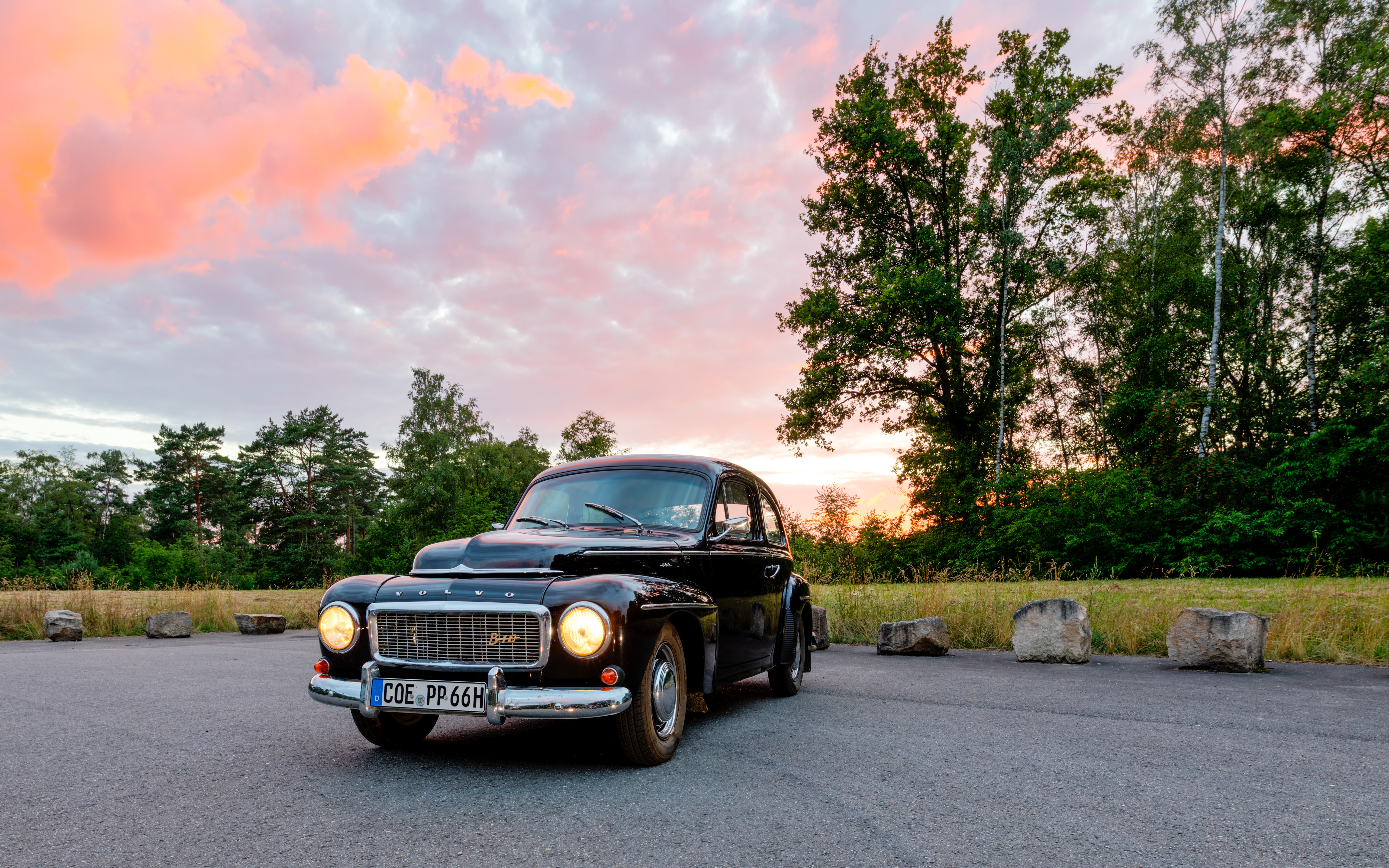
Une autre PV 544 B18, sur le parking d'un barbecue, en Rhénanie-du-Nord-Westphalie. Juillet 2021.

Le Modèle 544 C marqua une évolution importante de la voiture. La plus importante fut l’arrivée du moteur B18. C’était un moteur complètement nouveau équipé d’un vilebrequin à 5 paliers. Il délivrait 75 ch dans sa version « Standard » et 90 ch dans sa version « Sport ». Le système électrique était maintenant en 12 volts. Les signaux directionnels étaient déplacés vers l’extérieur du véhicule pour être plus visibles. Les phares, maintenant asymétriques, étaient plus efficaces. La face avant était aussi modifiée… de nouvelles charnières de capot, une nouvelle calandre. Le logo « B18 » était maintenant placé à l’avant, sur la calandre et à l’arrière sur la malle du coffre. Le tachymètre indiquait maintenant 180 km/h. La 544 C fut construite à 37 900 exemplaires.

### PV 544 D
Le modèle 544 D se caractérise par très peu de changements pour son propriétaire mais plus dans le processus de fabrication, en particulier dans le traitement des tôles pour améliorer leur résistance à la corrosion. À l’extérieur, le point le plus visible fut l’apparition d’un petit V au milieu d’un petit disque rouge placé sur les enjoliveurs de roues ! La 544 D fut construite à 27 100 exemplaires.

### PV 544 E
Le modèle 544 E se caractérise par lui aussi très peu de changements. De nouveaux matériaux plastiques trouvent leur place dans l’habitacle, un nouveau cache culbuteurs, un filtre à air jetable, des voyants plus grands sur le tableau de bord et enfin des pneus plus larges (6.00- 15"), voici la liste des spécificités de la génération E. La 544 E fut construite à 27 100 exemplaires.

### PV 544 F

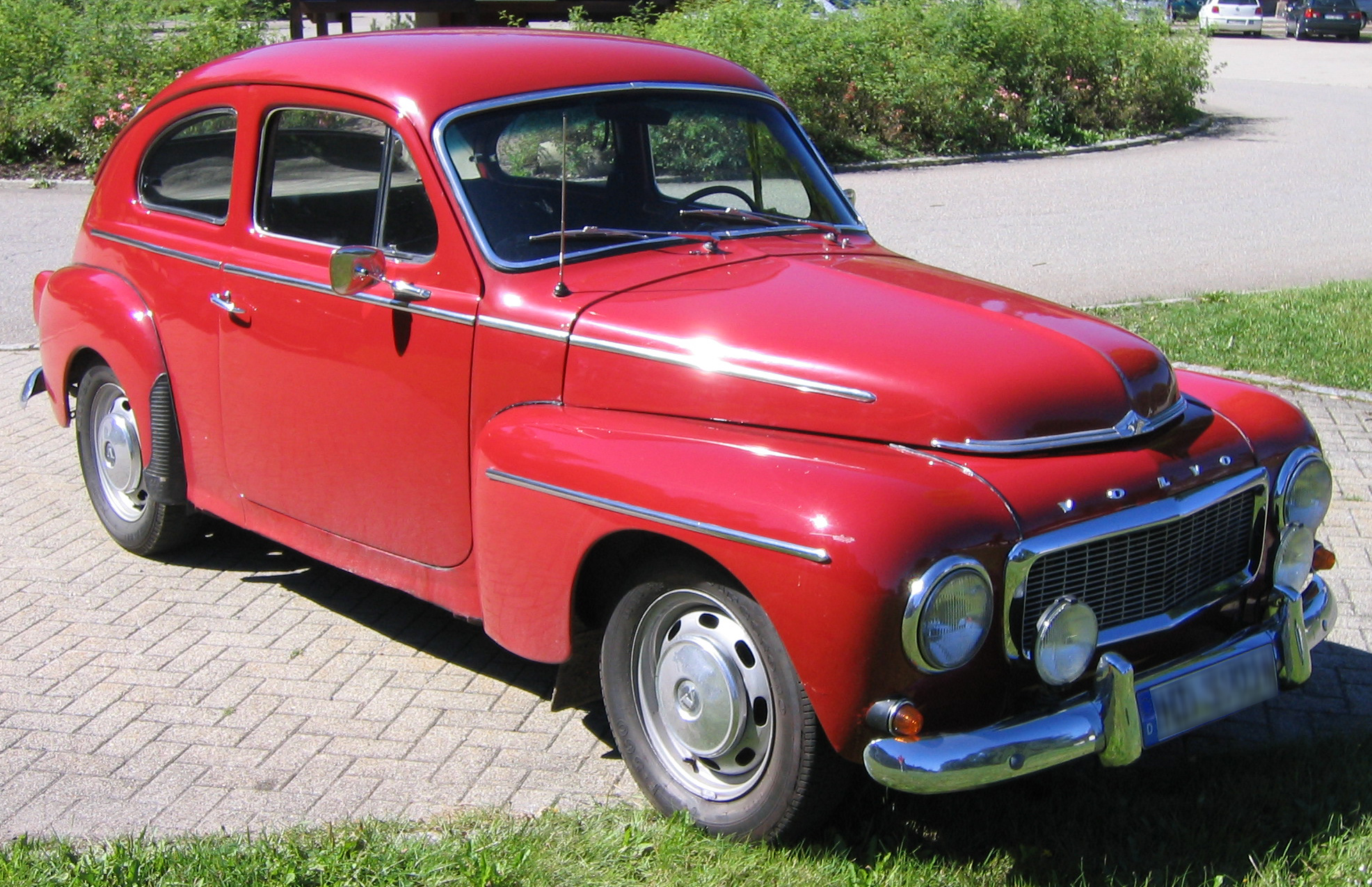
Volvo PV 544 F.

Sur le modèle 544 F, on voit apparaître de nouvelles jantes, de nouveaux enjoliveurs. Les logos « B18 » disparaissent. Un dispositif permet d’occulter partiellement le radiateur en hiver. La 544 F fut construite à 17 300 exemplaires.

### PV 544 G
Sur le dernier modèle de la 544, le modèle 544 F, la version « Sport » est équipée d’un moteur de 95 ch et de pneus en 165 par 15". La dernière PV, la seule PV Sport noire jamais construite a quitté l’usine le 20 octobre 1965 pour aller au musée Volvo de Göteborg où elle est encore aujourd’hui. La 544 G fut construite à 4 194 exemplaires.

### Duett et P210

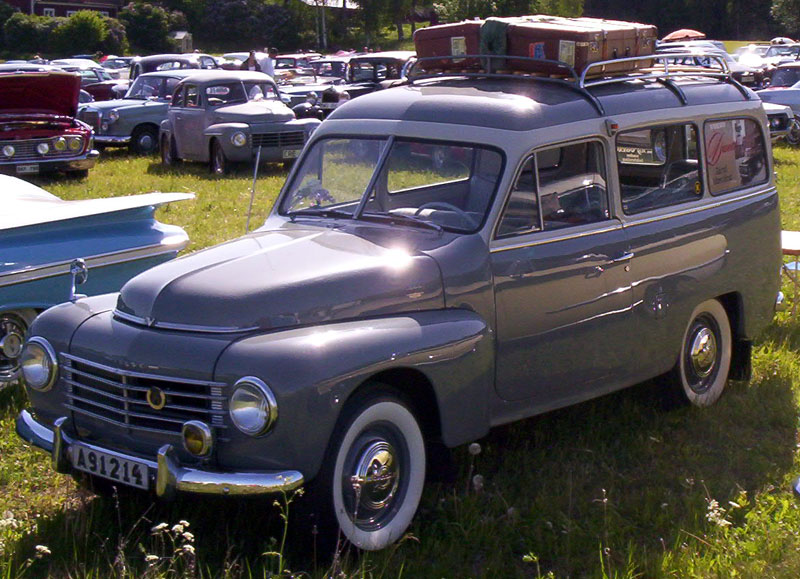
PV 445 ou Duett.

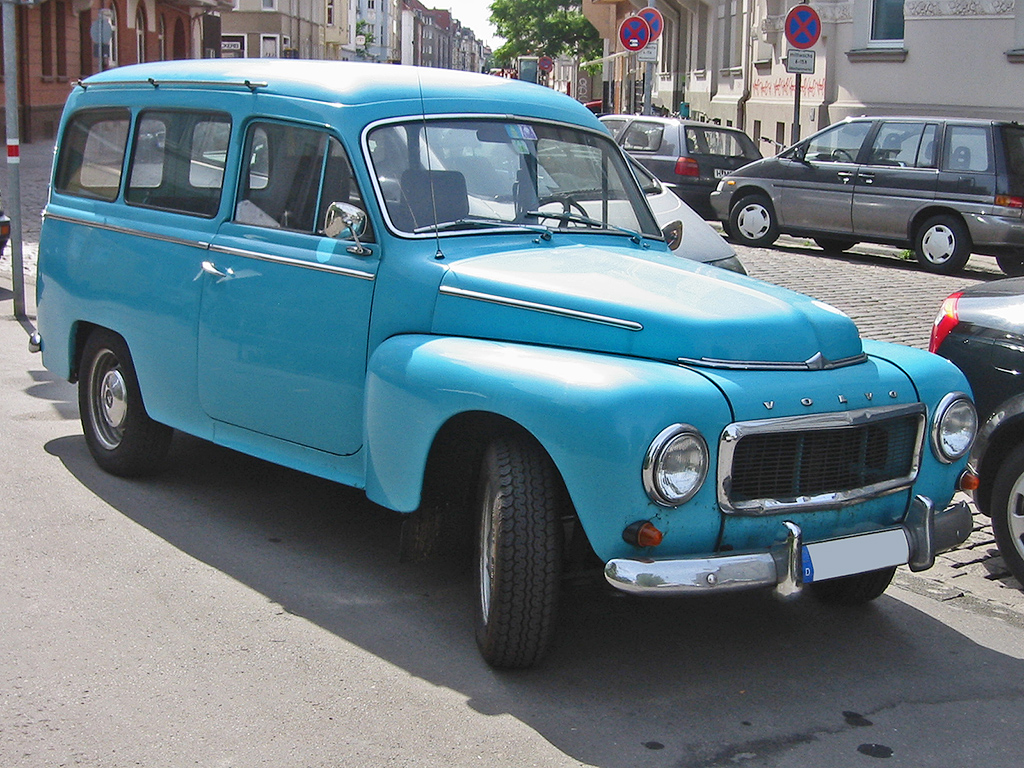
PV 545 ou P210 ou Duett.

La Duett était un véhicule commercial reprenant les bases PV 444 de 1950 à 1960 et PV544 de 1960 à 1969, celui pris le nom commercial de P210 après 1960. Sa capacité de chargement était très appréciée du monde de la petite entreprise.
Ce modèle équipé du moteur B18 de 68 ch, fut fabriqué jusqu'en 1969. Il fut alors remplacé par une version spéciale à toit surélevé du break 144/145, la Express.

## La PV 544 dans les compétitions automobiles

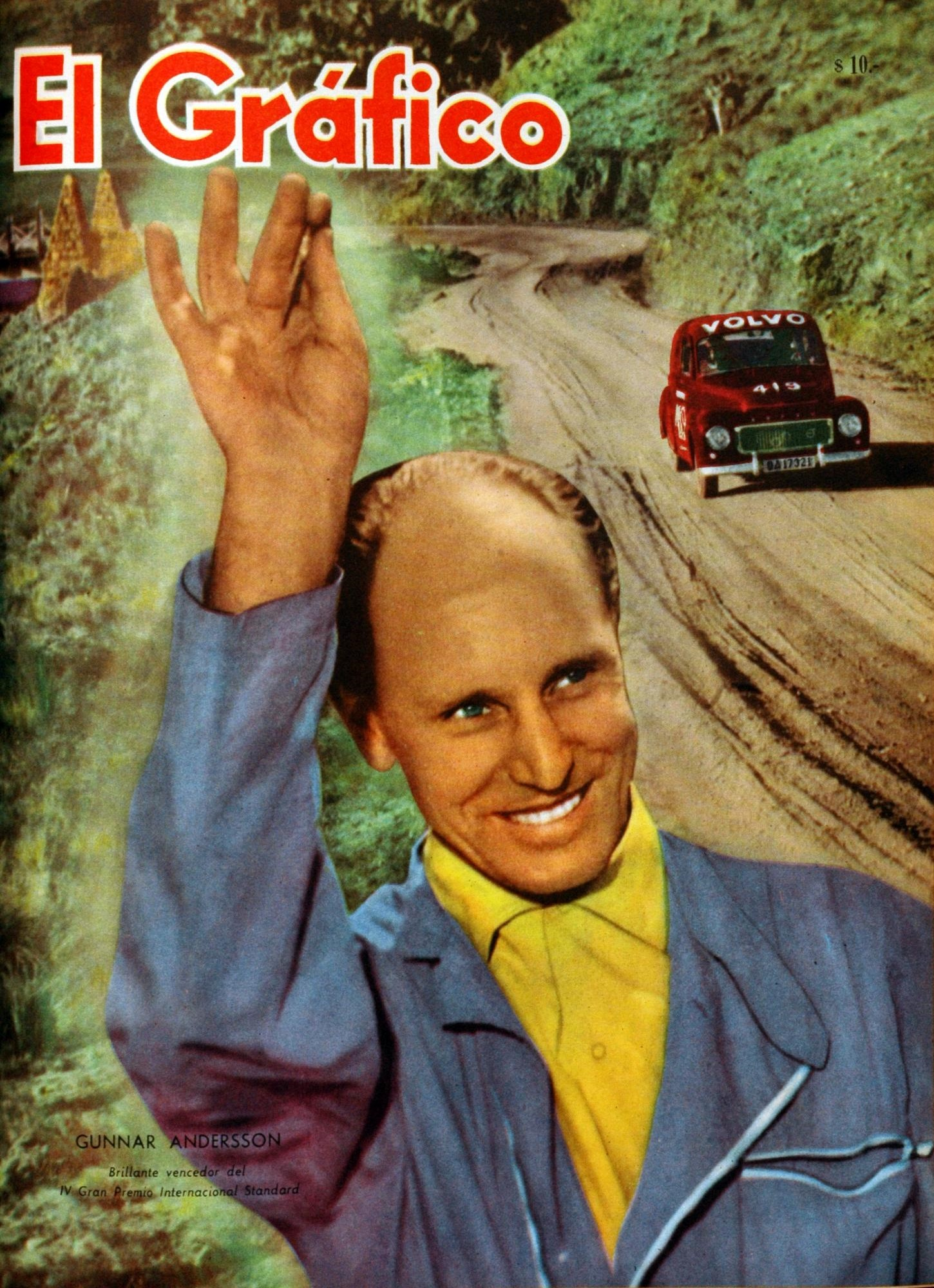
Gunnar Andersson en 1960, vainqueur du Gran Primo Argentina (sur Volvo PV544).

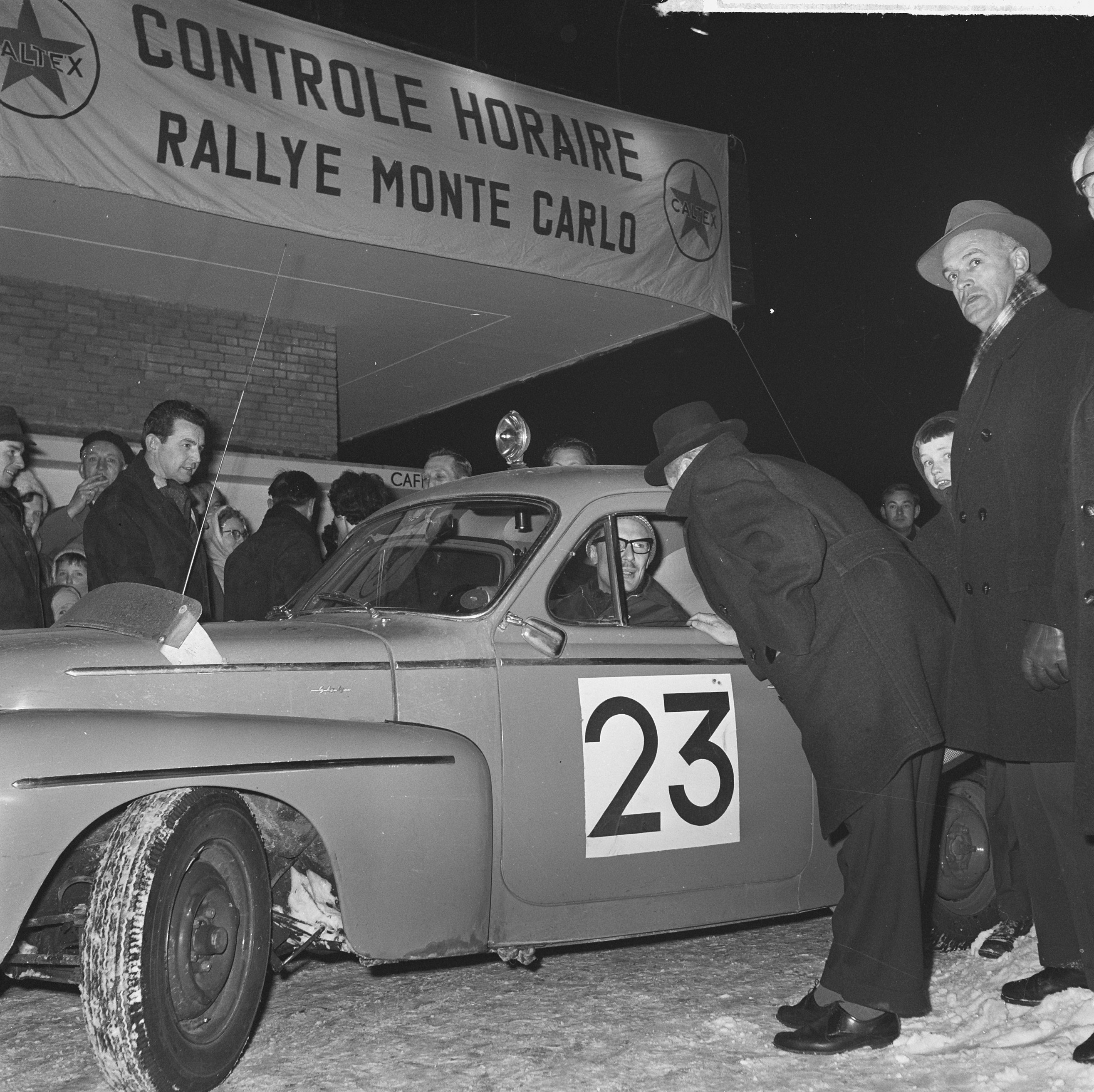
La Volvo PV 544 de l'équipage néerlandais Linschoten / Huisman, lors d'un contrôle du Rallye automobile Monte-Carlo de 1963.

La PV 544 surtout dans sa version « sport » à deux carburateurs SU fut une auto de rallye très efficace et rapide, bénéficiant d'une bonne tenue de route et maniabilité, mais avant tout d'une très grande fiabilité. Elle avait la boîte 4 type M40 ; l'overdrive ne fut jamais monté faute de place dans la structure. Le moteur « B18 » même poussé à 130/140 ch restait très robuste. Les freins à tambours étaient cependant un peu limites dans ces conditions, mais certaines autos préparées à l'instar de celles d'usine furent équipées des freins avant à disques des 122. Équipées également ou non, d'un servo frein indépendant.
La préparation Usine, reprise par quelques préparateurs privés consistait en un échappement 4 en 1, arbre à cames spécial, admission par deux Solex ou deux Weber 45 dcoe, taux de compression augmenté, alternateur.
Volvo engagea directement ses modèles entre 1957 et 1966, aux mains de pilotes nordiques connus avec des succès dans de grandes épreuves internationales. La PV 544 eut de fait un beau palmarès : Championnat d'Europe des rallyes en 1958 et 1963 avec Gunnar Andersson ainsi qu'en 1964 avec Tom Trana, et des victoires au Rallye des Tulipes (1958), au Rallye Vicking (1959, avec Hans Ingier), au Rallye de Finlande (1960), au Rallye d'Allemagne (1960), au RAC Rally (1963 et 1964), au Rallye de Suède (Midnattssolsrallyt jusqu'en 1964: 1964 et 1965), au Rallye Hanki (1964 et 1965), à l'Acropole (1964), et à l'East African safari (1965) (ainsi qu'au Gran Primo Argentina, sur circuit en 1960). Enfin le Rallye Shell 4000 1964 et 1965 puis le championnat du Canada constructeurs en 1966.
Elle remporta également la dernière course organisée sur le circuit du Grand Prix de Finlande à Eläintarha en 1963, avec le Finlandais Holger Laine.
L'Allemand Josef Maassen gagna le Championnat d'Allemagne des circuits 1962.
Lors du Rallye de l'Acropole en 1965, deux membres du personnel d'assistance de l'équipe officielle Volvo sont tués et le constructeur change son attitude à l'égard du sport automobile : il cesse en 1966 de directement participer aux compétitions, mais continue à soutenir des pilotes privés, dont Tom Trana, jusqu'à ce que celui-ci passe chez Saab, marquant ainsi la fin d'une époque dans l'histoire sportive de Volvo.
Les modèles Sport ou préparés sont devenus recherchés. Elles font actuellement la joie, tout comme les BMW 1800 TI ou les Alfa Romeo Giulia, des pilotes de rallye en régularité, ou en VHC comme au Monte-Carlo Historique.
- Équipage Trana / Lindström, 6e au Monte-Carlo 1964 ;
- PV 544 B18 Sport à l’East African Safary 1965 (Joginder et Jaswant Singh vainqueurs).

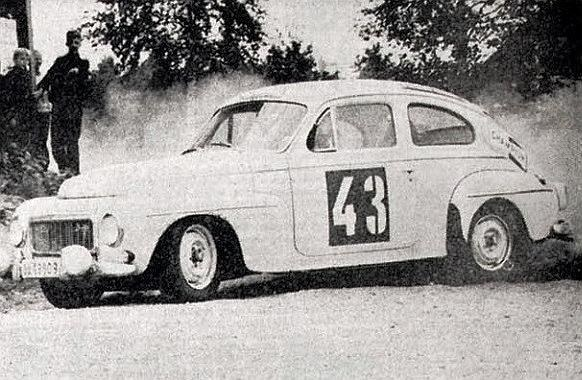
Tom Trana au Rallye de Finlande 1963, sur PV 544.
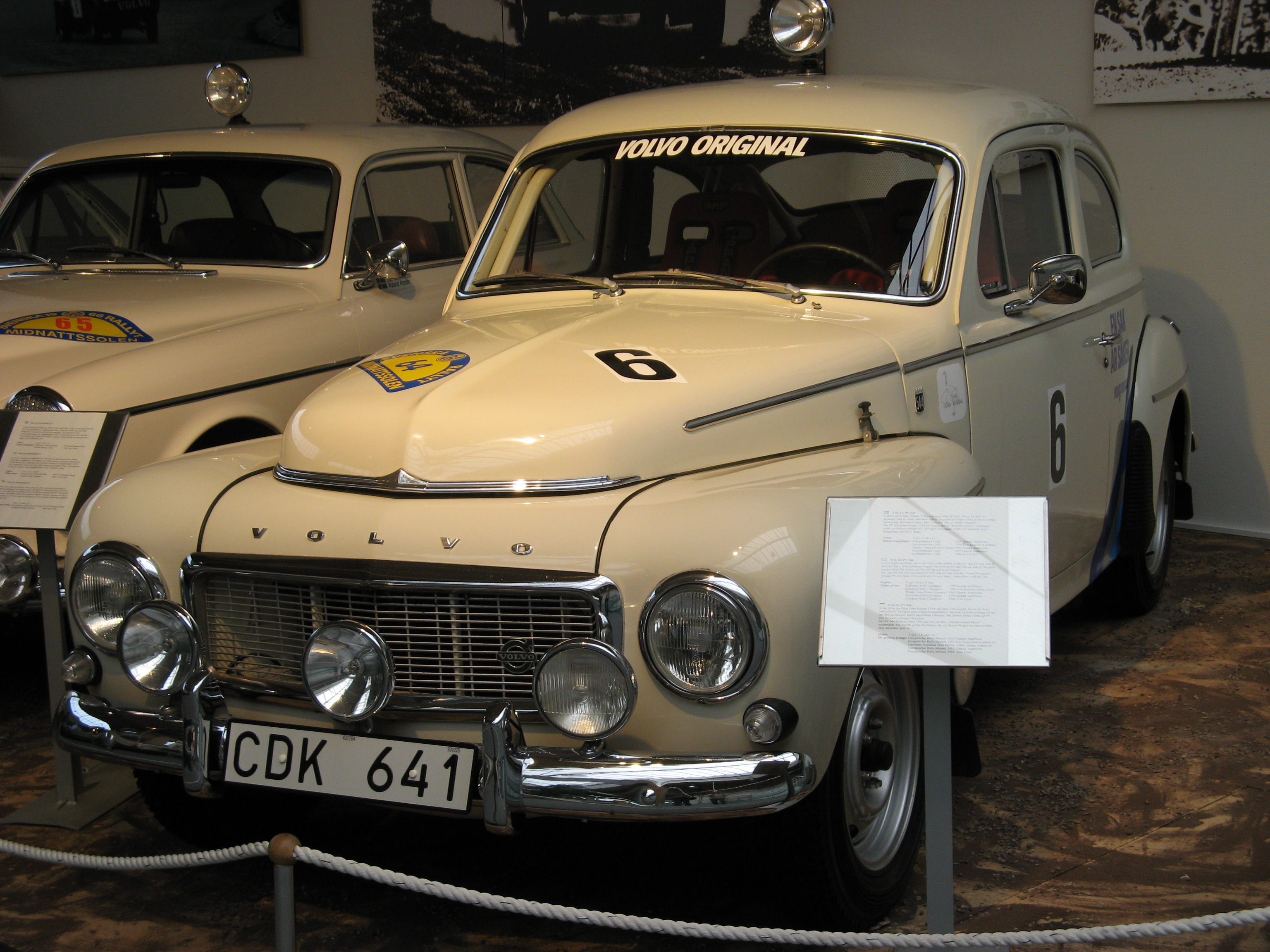
Une PV 544 version rallye.